# Забара (Хмільницький район)
Забара (в радянські часи і до 2016 — Червона Трибунівка) — село в Україні, у Калинівській міській громаді Хмільницького району Вінницької області. Населення становить 197 осіб.

## Історія
Згідно з книгою «Список населенныхъ мѣстъ Кіевской губерніи. 1900г.» Ферма Забарова в 19 столітті входила до Новоприлуцької волості Бердичівського повіту Київської губернії та належала Сергію Федоровичу Мерінгу, на той час тут проживало 105 осіб.
12 травня 2016 року селу Червона Трибунівка було повернуто його історичну назву Забара
12 червня 2020 року, відповідно до Розпорядження Кабінету Міністрів України № 707-р, «Про визначення адміністративних центрів та затвердження територій територіальних громад Вінницької області», увійшло до складу Калинівської міської громади.
17 липня 2020 року, в результаті адміністративно-територіальної реформи і ліквідації Калинівського району, село увійшло до складу новоутвореного Хмільницького району.

## Цікаві факти
Колишня назва села — Червона Трибунівка, ввійшла до списку «ТОП-10 безглуздого совка у назвах» за версією сайту Українського інституту національної пам'яті.

## Постаті
Уродженцем села є Олександр Мартинюк, солдат ЗСУ, учасник російсько-української війни.

## Галерея

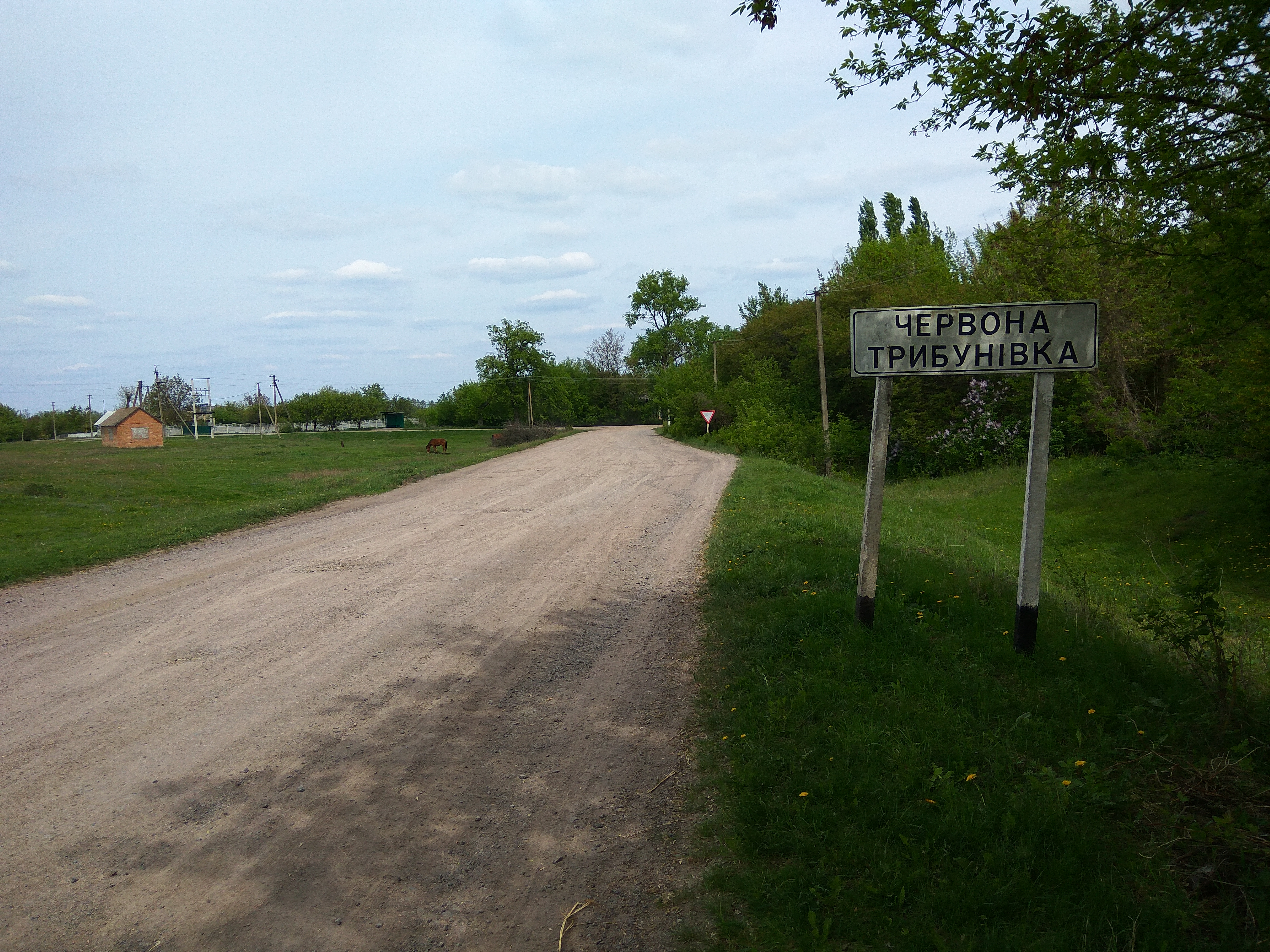
В'їзний знак
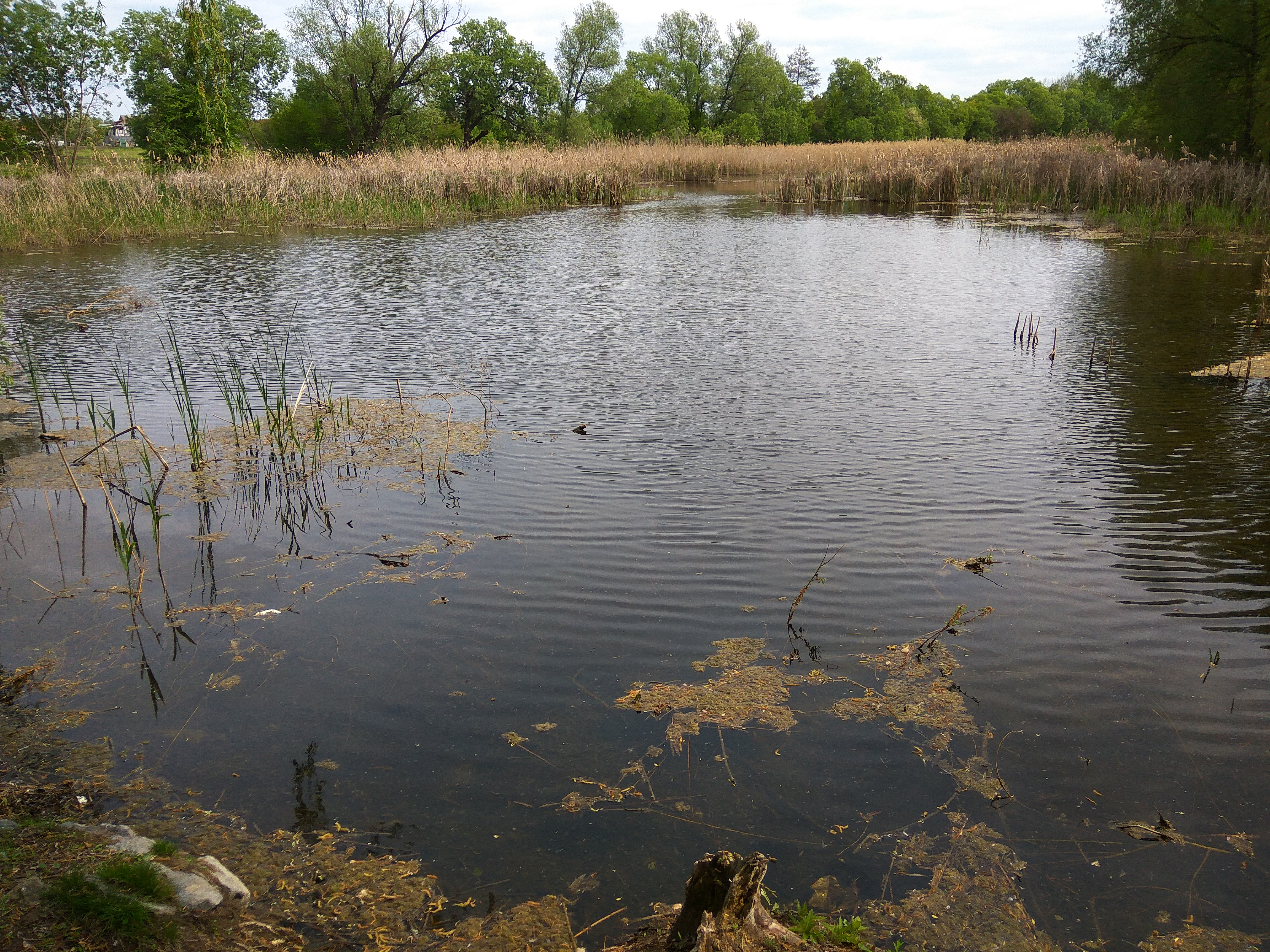
Ставок
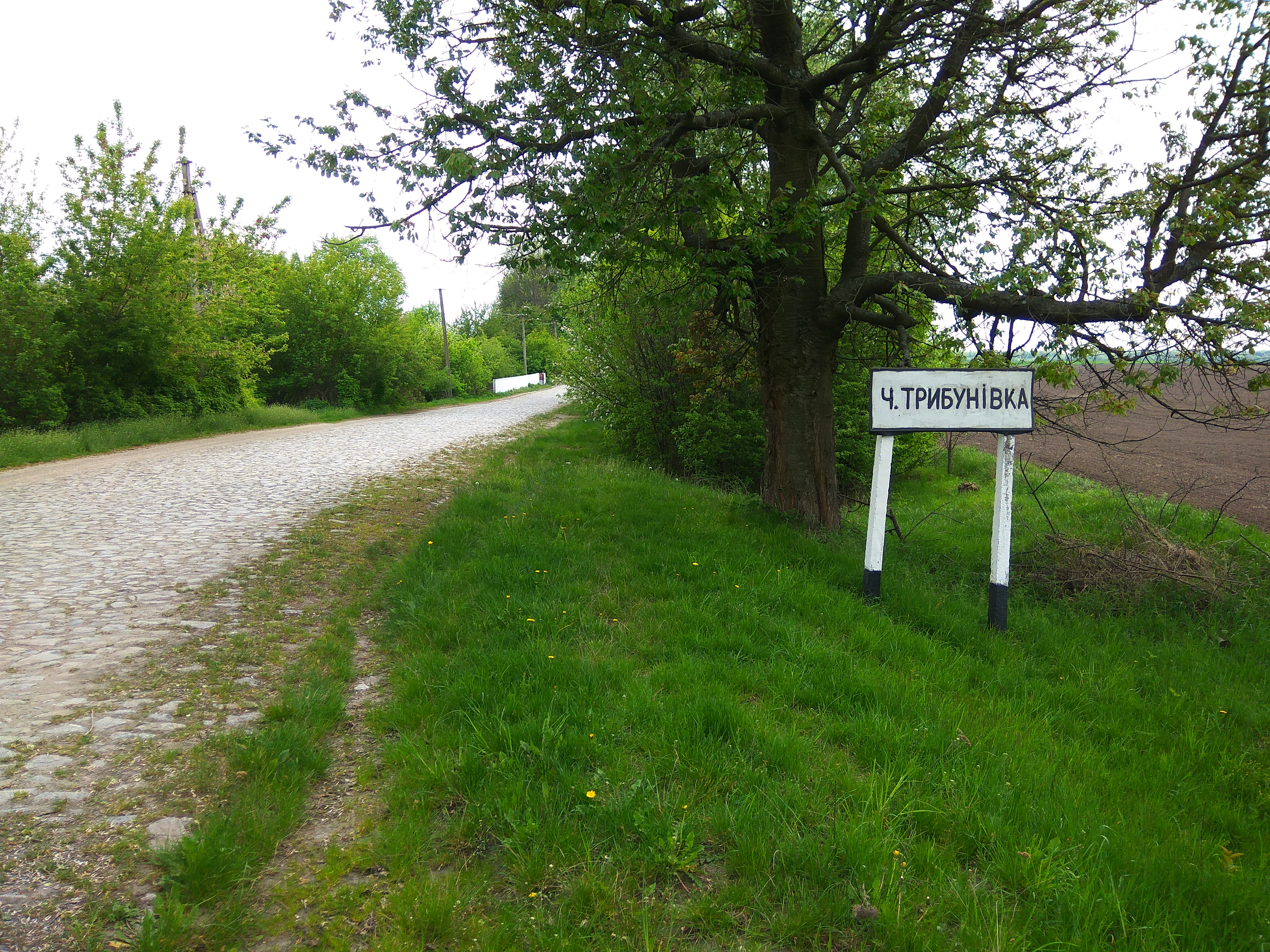
В'їзний знак
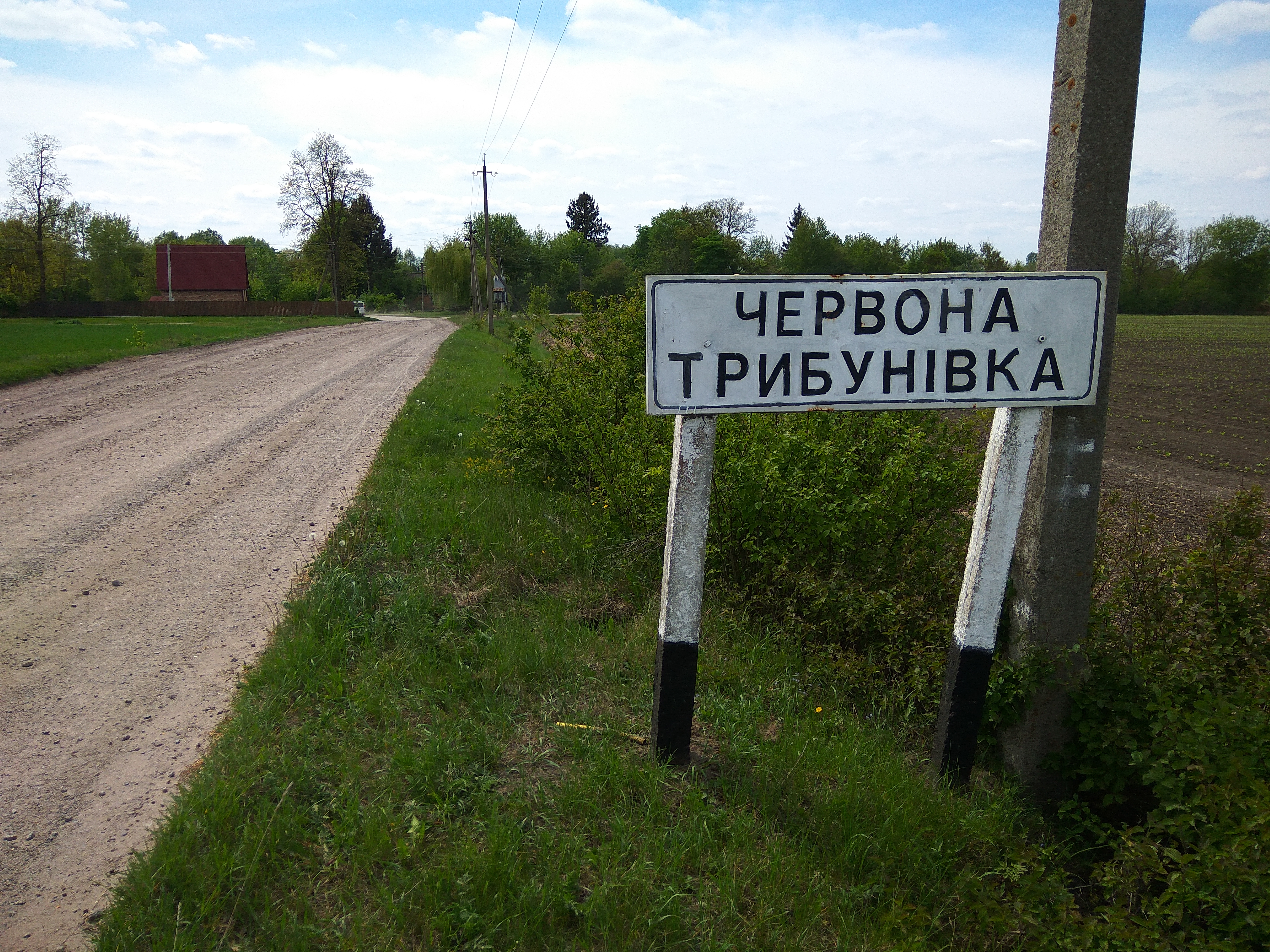
В'їзний знак
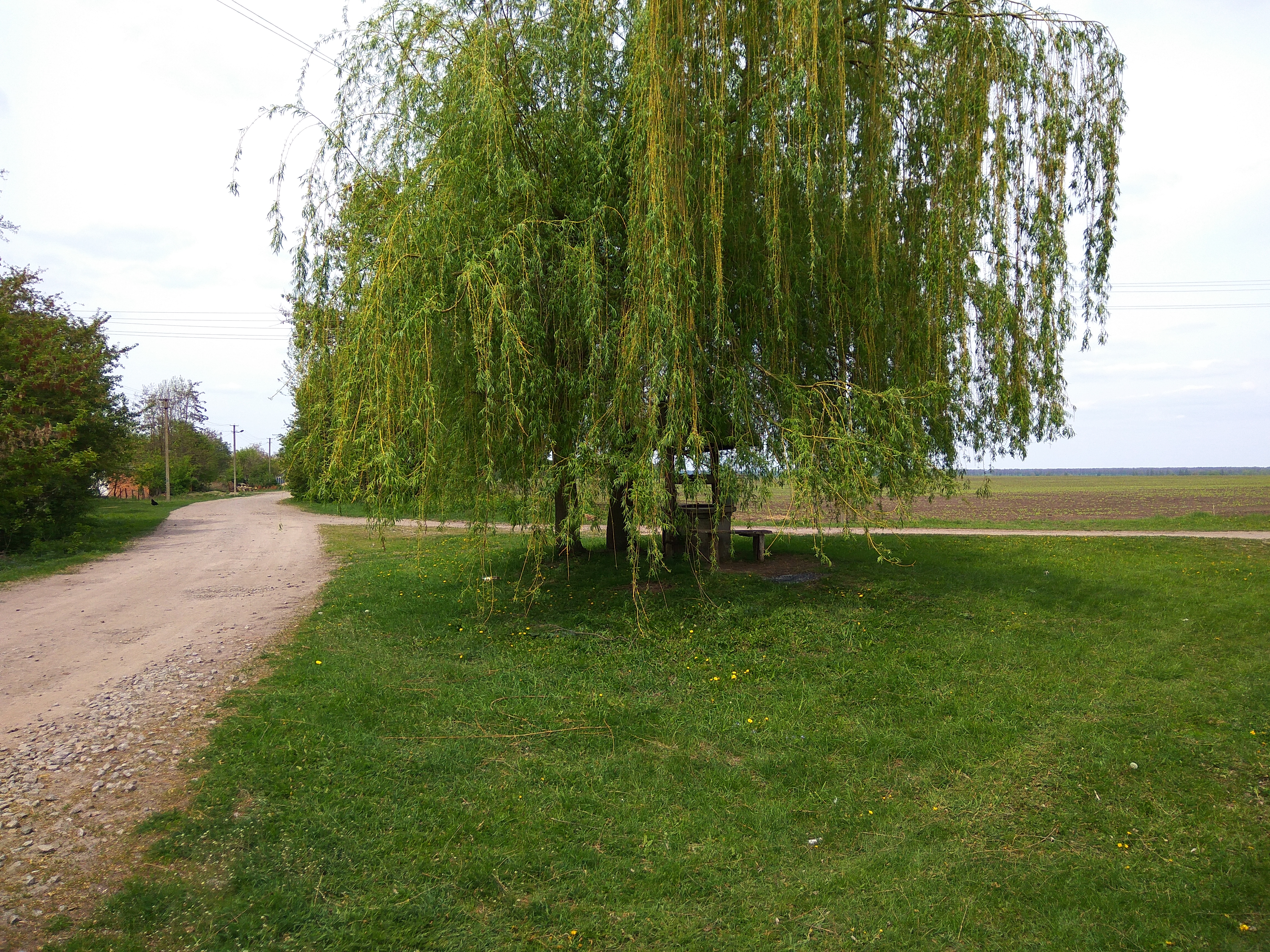
Криниця
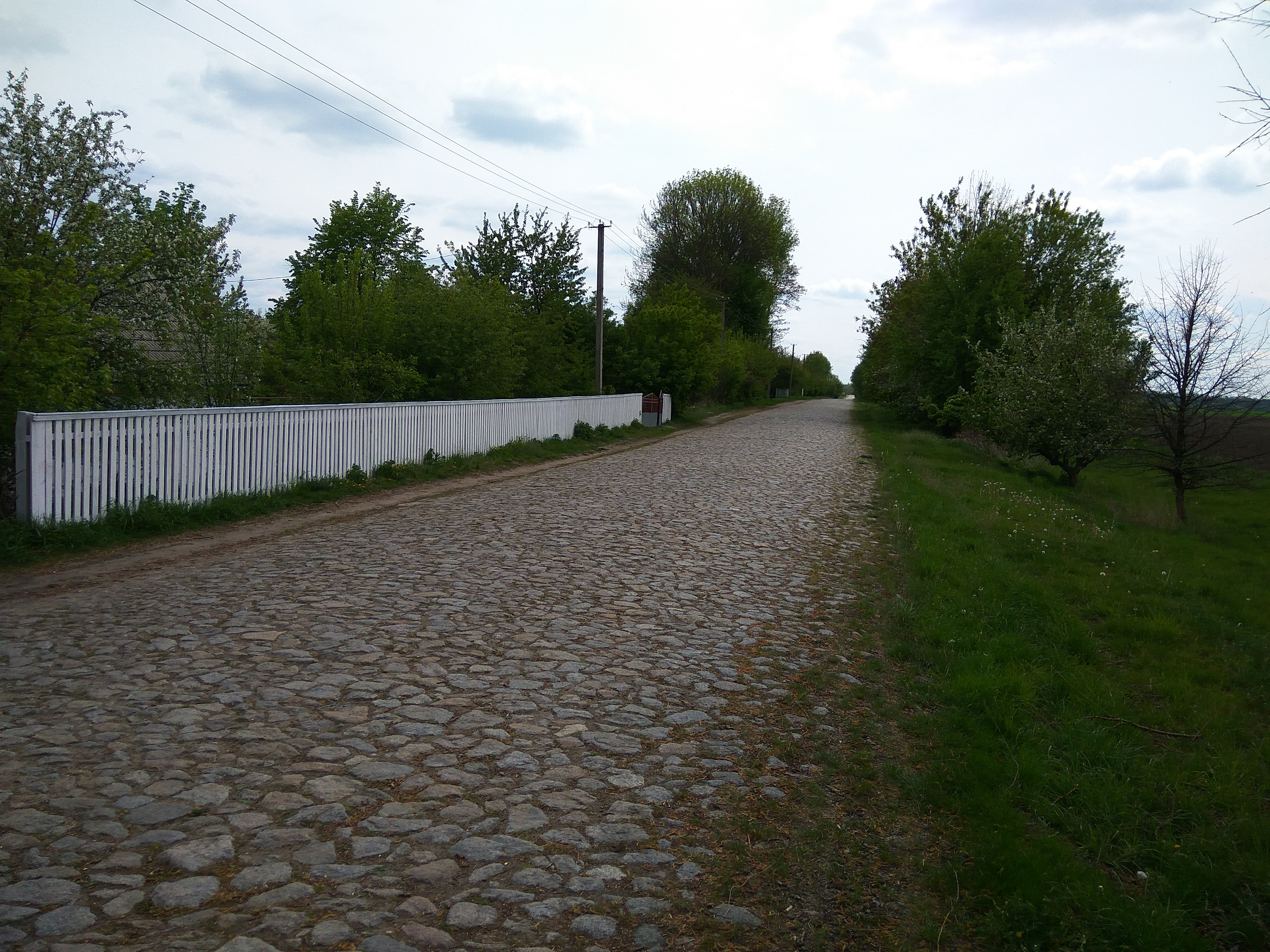
Дорога по вулиці Лісова
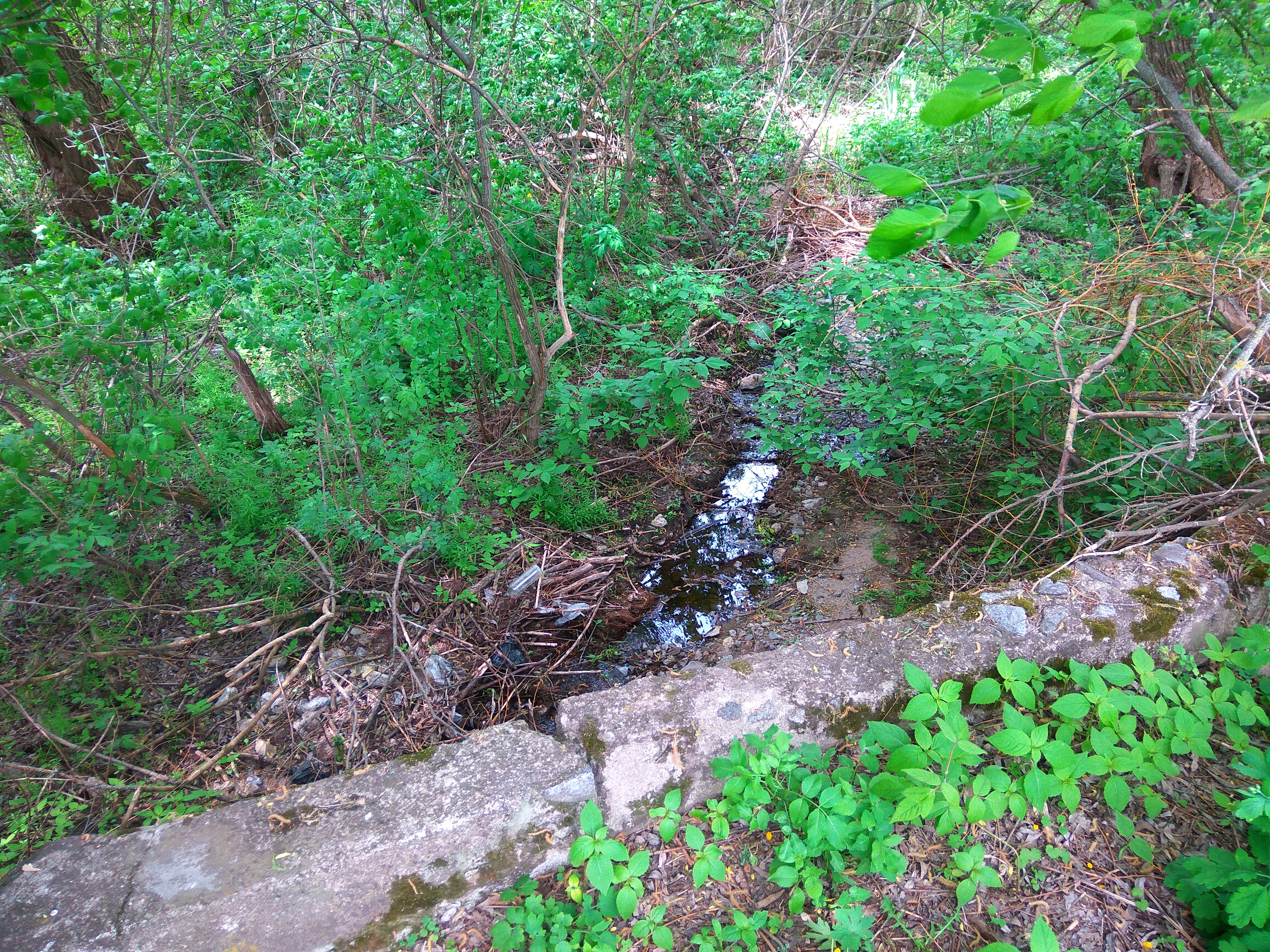
Річка
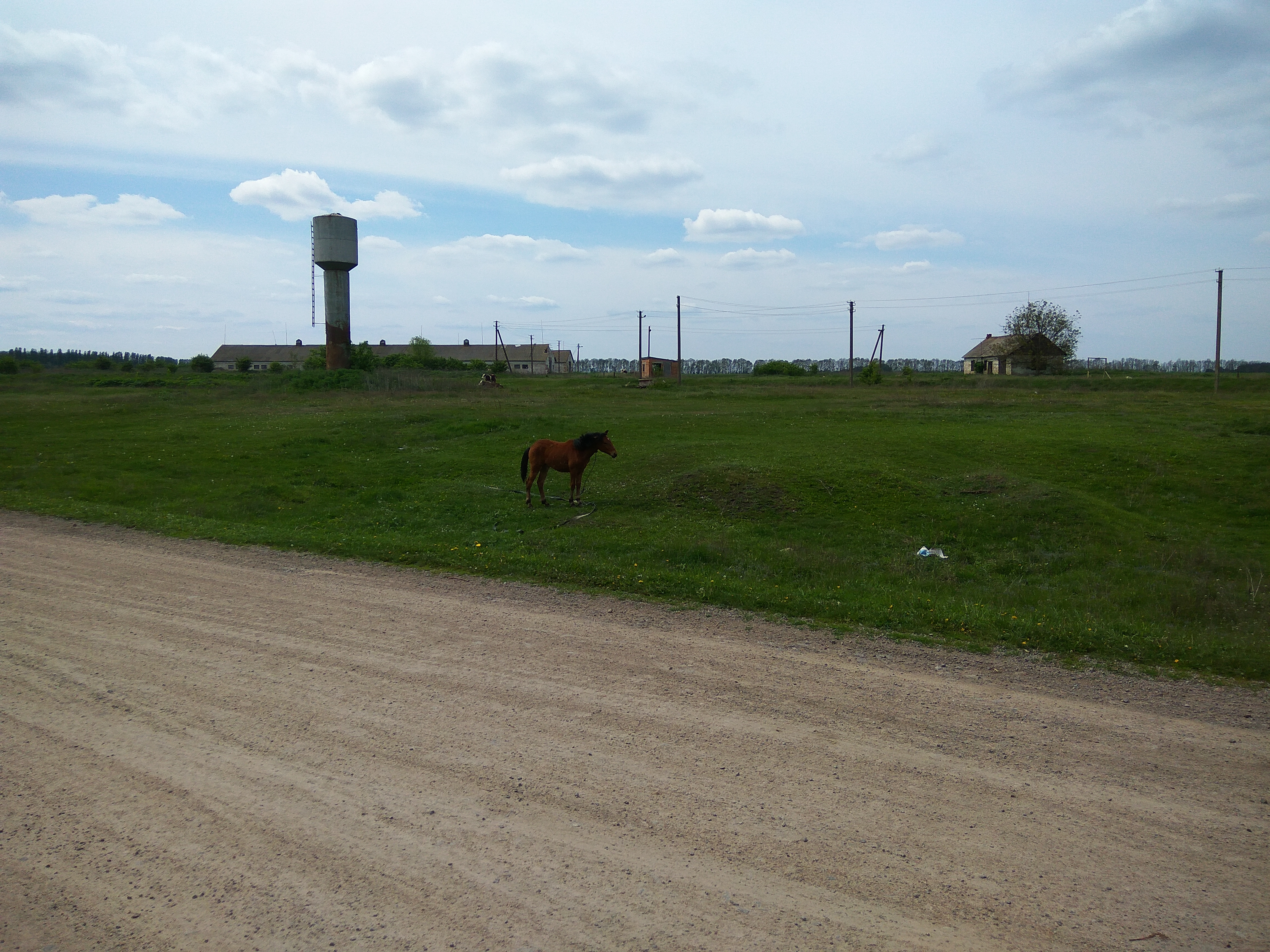
На околиці села